# پوتتیلا
پوتتیلا (به لاتین: Pottila) یک منطقهٔ مسکونی در سری‌لانکا است که در استان مرکزی (سری‌لانکا) واقع شده‌است.